# Beijing National Aquatics Center
Het Beijing National Aquatics Center, ook bekend als Water Cube, is een watersportcentrum in Peking, China. Het werd speciaal voor de Olympische Zomerspelen 2008 gebouwd en is door zijn architectuur een van de indrukwekkendste sportaccommodaties van de Spelen. Het werd na de spelen omgebouwd tot subtropisch zwembad. Het heropende zijn deuren in augustus 2010.

## Architectuur
Het watersportcentrum werd aanvankelijk ontworpen door PTW Architects uit Australië, maar werd uitgevoerd door China State Construction Engineering Corporation met de hulp van Arup. De vreemde vorm van de buitenmuren is geïnspireerd op de Weaire-Phelan structuur, een schuim. Op de stalen basisconstructie werd hiervoor 100.000m² ETFE-kunststoffolie geplaatst, waardoor het gebouw de grootste beklede membraanstructuur in de wereld is.

## Olympische Spelen
Het Beijing National Aquatics Center was de gastheer voor de wedstrijden van het zwemmen, schoonspringen en synchroonzwemmen tijdens de Olympische Zomerspelen 2008. Oorspronkelijk waren ook de waterpolowedstrijden hier gepland, maar deze werden verhuisd naar het Yingdong Natatorium of National Olympic Sports Center.
Na de Spelen zal de capaciteit van het sportcomplex gereduceerd worden tot 6.000 zitjes. Het zal gebruikt kunnen worden voor nationale en internationale wedstrijden, als trainingsplaats voor de Chinese zwemmers of als recreatiecentrum voor de bevolking.
Tijdens de Olympische Winterspelen van 2022 werden hier de curlingwedstrijden gehouden.

## Prijzen
De originaliteitprijs voor het meest verwezenlijkte werk in de sectie Atmosfeer en ontwerp werd toegekend aan PTW architects, CSCEC en Arup voor het project, dit was onderdeel van Olympic Green in Peking
Het project toonde op een overweldigende manier aan hoe het weloverwegen van morphing van moleculaire wetenschap, architectuur en fenomenologie (onderzoek naar verschijnselen) tot een luchtige en nevelige atmosfeer voor een persoonlijke ervaring van watervrije tijd kan leiden
Citaat van het rapport van de Jury op de 9de Internationale Officiële Tentoonstelling van de Architectuur.
genaamd "Metamorph" in Venetië Biennale.
2004 Venetië Biennale De meest verwezenlijkte sectie van de werkatmosfeer
2006 Popular Science Het beste van vernieuwing in techniek
2008 NSW Beste project van het jaar van het Australische Instituut van Projectleiding
- Virtual International Authority File: 7509149108492268780008

1984:  Uytengsu Aquatics Center · 
1988:  Jamsil Indoor Swimming Pool · 
1992:  Piscines Bernat Picornell · 
1996:  Georgia Tech Aquatic Center · 
2000:  Sydney International Aquatic Centre · 
2004:  Athens Olympic Aquatic Centre · 
2008:  Beijing National Aquatics Center · 
2012:  London Aquatics Centre · 
2016:  Parque Aquático Maria Lenk · 
2020:  Tokyo Aquatics Centre · 
2024:  Centre aquatique olympique